# Liu Jianli
Dans ce nom, le nom de famille, Liu, précède le nom personnel.
Liu Jianli, (en chinois : 劉 建立), né le 4 avril 1957, est un ancien joueur chinois de basket-ball.